# Meridià 166 a l'oest
El meridià 166 a l'oest de Greenwich és una línia de longitud que s'estén des del pol Nord travessant l'oceà Àrtic, Amèrica del Nord, l'oceà Pacífic, Oceania, l'oceà Antàrtic, i l'Antàrtida fins al pol Sud.
El meridià 166 a l'oest forma un cercle màxim amb el meridià 14 a l'est. Com tots els altres meridians, la seva longitud correspon a una semicircumferència terrestre, uns 20.003,932 km. Al nivell de l'Equador, és a una distància del meridià de Greenwich de 18.479 km.

## De Pol a Pol
Començant en el pol Nord i dirigint-se cap al pol Sud, aquest meridià travessa:
| Coordenades                               | País, territori o mar | Notes |
| ----------------------------------------- | --------------------- | --- |
| 90° 0′ N, 166° 0′ O / 90.000°N,166.000°O  | Oceà Àrtic            | |
| 71° 47′ N, 166° 0′ O / 71.783°N,166.000°O | Mar dels Txuktxis     | |
| 68° 52′ N, 166° 0′ O / 68.867°N,166.000°O | Estats Units          | Alaska |
| 68° 10′ N, 166° 0′ O / 68.167°N,166.000°O | Mar dels Txuktxis     | |
| 66° 33′ N, 166° 0′ O / 66.550°N,166.000°O | Mar de Bering         | |
| 66° 16′ N, 166° 0′ O / 66.267°N,166.000°O | Estats Units          | Alaska — Península de Seward |
| 68° 10′ N, 166° 0′ O / 68.167°N,166.000°O | Mar de Bering         | Passa a l'est de l'illa Sledge, Alaska, Estats Units (a 64° 29′ N, 166° 11′ O / 64.483°N,166.183°O) |
| 62° 3′ N, 166° 0′ O / 62.050°N,166.000°O  | Estats Units          | Alaska — illa Krekatok, illa Neragon i el continent |
| 61° 32′ N, 166° 0′ O / 61.533°N,166.000°O | Mar de Bering         | |
| 60° 19′ N, 166° 0′ O / 60.317°N,166.000°O | Estats Units          | Alaska — Illa Nunivak |
| 59° 52′ N, 166° 0′ O / 59.867°N,166.000°O | Mar de Bering         | |
| 54° 11′ N, 166° 0′ O / 54.183°N,166.000°O | Estats Units          | Alaska — Illa Akutan |
| 54° 3′ N, 166° 0′ O / 54.050°N,166.000°O  | Oceà Pacífic          | Passa a l'est de l'illa Unalga, Alaska, Estats Units (a 53° 58′ N, 166° 5′ O / 53.967°N,166.083°O) · Passa a l'est de l'illa Sedanka, Alaska, Estats Units (a 53° 50′ N, 166° 5′ O / 53.833°N,166.083°O) · Passa a l'est de les French Frigate Shoals, Hawaii, Estats Units (a 23° 45′ N, 166° 3′ O / 23.750°N,166.050°O) · Passa a l'oest de l'atol Pukapuka, Illes Cook (a 10° 55′ S, 165° 52′ O / 10.917°S,165.867°O) |
| 60° 0′ S, 166° 0′ O / 60.000°S,166.000°O  | Oceà Antàrtic         | |
| 78° 28′ S, 166° 0′ O / 78.467°S,166.000°O | Antàrtida             | Dependència de Ross, reclamat per Nova Zelanda |